# Microphorella bira
Microphorella bira är en tvåvingeart som beskrevs av Igor Shamshev och Patrick Grootaert 2004. Microphorella bira ingår i släktet Microphorella och familjen styltflugor.
Artens utbredningsområde är Sulawesi. Inga underarter finns listade i Catalogue of Life.